# تیموتی ای دی
تیموتی ای دی (متولد ١ می ١٩٧٩) بازیگر آمریکایی است که بیشتر به خاطر صدا پیشگی کاراکتر پتویی در انیمیشن توستر کوچولوی شجاع شناخته می شود.

## فیلمشناسی
سینما:
- توستر کوچولوی شجاع - ١٩٨٧

تلویزیون:
- T.J. Hooker - ١٩٨٥
- Rags to Riches - ١٩٨٧